# Championnat de Mauritanie de football 2013-2014
Navigation
Édition précédente Édition suivante
La saison 2013-2014 du Championnat de Mauritanie de football est la trente-cinquième édition de la Première Division, le championnat national de première division en Mauritanie. 
Le championnat est disputé sous une forme différente des saisons précédentes, en deux phases :
- la phase régulière voit les quatorze équipes réparties en deux poules de sept, qui s'affrontent en matchs aller-retour. Les trois premiers se qualifient pour la phase finale, les deux derniers passent par la poule de relégation.
- les six clubs qualifiés sont regroupés au sein d'une poule unique et s'affrontent à nouveau deux fois. Le club terminant en tête est sacré champion de Mauritanie.

C'est le FC Nouadhibou, tenant du titre, qui remporte à nouveau la compétition cette saison après avoir terminé en tête du classement, avec cinq points d'avance sur l'ASAC Concorde et dix sur l'ACS Ksar. C'est le cinquième titre de champion de Mauritanie de l'histoire du club.

## Participants
- ASC Nasr Zem Zem
- ASC SNIM
- ACS Ksar
- ASAC Concorde
- ADK Moderne - Promu de D2
- ASC Kédia
- ASC Ittihad Assaba
- AS Garde Nationale
- FC Tidjikja Sebkha
- ASC Guemeul Satara - Promu de D2
- FC Nouadhibou
- FC Tevragh Zeïna
- Nadi Sporting Trarza[1]
- ASC Armée Nationale

## Compétition

### Première phase
Les classements sont basés sur le barème de points suivant : victoire à 3 points, match nul à 1, défaite à 0.
| Rang | Équipe              | Pts | J  | G | N | P  | Bp | Bc | Diff |
| ---- | ------------------- | --- | -- | - | - | -- | -- | -- | ---- |
| 1    | ASAC Concorde       | 28  | 12 | 8 | 4 | 0  | 33 | 6  | +27  |
| 2    | ASC SNIM            | 24  | 12 | 6 | 6 | 0  | 18 | 7  | +11  |
| 3    | FC NouadhibouT      | 21  | 12 | 5 | 6 | 1  | 24 | 9  | +15  |
| 4    | ASC Guemeul SataraP | 17  | 12 | 4 | 5 | 3  | 19 | 20 | -1   |
| 5    | ASC Ittihad Assaba  | 11  | 12 | 3 | 2 | 7  | 10 | 21 | -11  |
| 6    | AS Garde Nationale  | 10  | 12 | 3 | 1 | 8  | 17 | 26 | -9   |
| 7    | ADK ModerneP        | 2   | 12 | 0 | 2 | 10 | 8  | 40 | -32  |

| Rang | Équipe               | Pts | J  | G | N | P | Bp | Bc | Diff |
| ---- | -------------------- | --- | -- | - | - | - | -- | -- | ---- |
| 1    | FC Tevragh Zeïna     | 23  | 12 | 6 | 5 | 1 | 18 | 8  | +10  |
| 2    | ACS Ksar             | 22  | 12 | 7 | 1 | 4 | 14 | 10 | +4   |
| 3    | ASC Kédia            | 18  | 12 | 5 | 3 | 4 | 14 | 14 | 0    |
| 4    | ASC Armée Nationale  | 16  | 12 | 4 | 4 | 4 | 8  | 7  | +1   |
| 5    | ASC Nasr Zem Zem     | 16  | 12 | 5 | 1 | 6 | 16 | 17 | -1   |
| 6    | FC Tidjikja Sebkha   | 15  | 12 | 4 | 3 | 5 | 14 | 13 | +1   |
| 7    | Nadi Sporting Trarza | 6   | 12 | 1 | 3 | 8 | 3  | 18 | -15  |

### Phase finale
| Rang | Équipe           | Pts | J  | G | N | P | Bp | Bc | Diff |  | Résultats (▼ dom., ► ext.) | Noua | ASAC | Ksar | TeZe | Kédi | SNIM |
| ---- | ---------------- | --- | -- | - | - | - | -- | -- | ---- |  | -------------------------- | ---- | ---- | ---- | ---- | ---- | ---- |
| 1    | FC NouadhibouT   | 24  | 10 | 7 | 3 | 0 | 17 | 4  | +13  |  | FC NouadhibouT             |      | 3-0  | 2-0  | 2-0  | 1-0  | 0-0  |
| 2    | ASAC Concorde    | 19  | 10 | 6 | 1 | 3 | 15 | 14 | +1   |  | ASAC Concorde              | 1-1  |      | 1-4  | 2-0  | 5-3  | 1-0  |
| 3    | ACS KsarC        | 14  | 10 | 4 | 2 | 4 | 14 | 16 | -2   |  | ACS KsarC                  | 1-1  | 0-1  |      | 2-6  | 2-1  | 1-0  |
| 4    | FC Tevragh Zeïna | 12  | 10 | 4 | 0 | 6 | 13 | 14 | -1   |  | FC Tevragh Zeïna           | 1-2  | 1-0  | 1-2  |      | 2-3  | 1-0  |
| 5    | ASC Kédia        | 10  | 10 | 3 | 1 | 6 | 12 | 16 | -4   |  | ASC Kédia                  | 1-2  | 0-1  | 2-1  | 1-0  |      | 1-2  |
| 6    | ASC SNIM         | 6   | 10 | 1 | 3 | 6 | 5  | 12 | -7   |  | ASC SNIM                   | 0-3  | 2-3  | 1-1  | 0-1  | 0-0  |      |

|  | Champion de Mauritanie 2013-2014                            |
|  | T : Tenant du titre C : Vainqueur de la Coupe de Mauritanie |

### Poule de relégation
| Rang | Équipe               | Pts | J | G | N | P | Bp | Bc | Diff |  | Résultats (▼ dom., ► ext.) | Tidj | Mode | GNat | Nadi |
| ---- | -------------------- | --- | - | - | - | - | -- | -- | ---- |  | -------------------------- | ---- | ---- | ---- | ---- |
| 1    | FC Tidjikja Sebkha   | 13  | 6 | 4 | 1 | 1 | 9  | 7  | +2   |  | FC Tidjikja Sebkha         |      | 2-1  | 2-1  | 2-1  |
| 2    | ADK ModerneP         | 10  | 6 | 3 | 1 | 2 | 7  | 8  | -1   |  | ADK ModerneP               | 3-1  |      | 2-1  | 1-0  |
| 3    | AS Garde NationaleP  | 9   | 6 | 3 | 0 | 3 | 11 | 6  | +5   |  | AS Garde NationaleP        | 1-2  | 4-0  |      | 1-0  |
| 4    | Nadi Sporting Trarza | 2   | 6 | 0 | 2 | 4 | 1  | 7  | -6   |  | Nadi Sporting Trarza       | 0-0  | 0-0  | 0-3  |      |

|  | Relégation directe en deuxième division |
|  | P : Promu de deuxième division          |

## Bilan de la saison
| Championnat de Mauritanie de football 2013-2014 |                          |
| Champion                                        | FC Nouadhibou (5e titre) |
| Coupes et trophées                              |                          |
| Vainqueur de la Coupe de Mauritanie 2013-2014   | ACS Ksar                 |
| Qualifications continentales                    |                          |
| Ligue des champions de la CAF 2015              | Aucun                    |
| Coupe de la confédération 2015                  | Aucun                    |
| Promotions et relégations                       |                          |
| Promus en Première division                     | ASC Police               |
| Promus en Première division                     | ASC Itihad Sélibaby      |
| Relégués en Deuxième division                   | AS Garde Nationale       |
| Relégués en Deuxième division                   | Nadi Sporting Trarza     |